# Виктория (фильм, 1988)
«Виктория» — советский фильм 1988 года по мотивам одноимённого романа норвежского писателя Кнута Гамсуна снятый на Рижской киностудии режиссёром Ольгертом Дункерсом.
На кинофестивале Большой Кристап (1988) фильм номинировался в категории «Лучший фильм», получил «Приз зрительских симпатий», приз за «Лучшее оформление костюмов», а актёр Валентинс Скулме получил приз в категории «Лучшая роль второго плана».

## Сюжет
История трагической любви дочери богача и молодого поэта, сына мельника. По роману классика норвежской литературы Кнута Гамсуна.— Советский экран, 1988
Юханнес, сын мельника, с раннего детства любит дочь богатого владельца замка Викторию. Они выросли вместе и не чувствовали разницы между своим социальным положением. Когда они уже выросли, отец Виктории разорился и решил выдать дочь богатому мужу. Юханнес выражает свои переживания в стихи, и через некоторое время возвращается домой знаменитым поэтом. Но теперь ему мешает не только социальное положение, но и гордость. Только после смерти Виктории он узнаёт из её письма, что она любила его всю свою жизнь.

## В ролях
- Майя Апине — Виктория
- Янис Рейнис — Юханес
- Татьяна Кузнецова — Камила
- Гражина Байкштите — мать Виктории
- Рудольф Плепис — Отто
- Байба Индриксоне — мать Юханеса
- Рудольф Аллаберт — эпизод
- Гунарс Цилинский — эпизод
- Валентинс Скулме — эпизод
- Юрис Леяскалнс — эпизод
- Антра Лиедскалныня — эпизод
- Иварс Пуга — эпизод
- Улдис Ваздикс — эпизод
- Эдгарс Лиепиньш — эпизод